# Cmentarz Marynarki Wojennej w Gdyni
Cmentarz Marynarki Wojennej w Gdyni – jeden z najmłodszych cmentarzy Gdyni. Położony jest w dzielnicy Oksywie.

## Cmentarz przed wojną
Choć cmentarz na Oksywiu zalicza się do stosunkowo młodych nekropolii, jego historia sięga roku 1936, gdy po katastrofie lotniczej gen. dyw. Orlicz-Dreszera, jego przyjaciele wykupili grunt na oksywskiej skarpie, by utworzyć tam cmentarz wojskowy. Cmentarz został zaliczony do cmentarzy garnizonowych w roku 1938 na mocy rozkazu nr 7 ówczesnego Ministra Spraw Wojskowych gen. dyw. Tadeusza Kasprzyckiego. Do września 1939 roku znajdowało się na nim około 60 grobów oraz mauzoleum gen. Dreszera. Po zajęciu przez Niemców Oksywia podczas II wojny światowej, nastąpiła brutalna likwidacja cmentarza, połączona z wysadzeniem mauzoleum i rabunkiem zwłok generała.

## Powojenna historia cmentarza
Na dalsze losy miejsca na oksywskim klifie trzeba było czekać do roku 1987, kiedy to pojawiła się propozycja upamiętnienia miejsca spoczynku generała Gustawa Orlicz-Dreszera. Po uprzednich wyprawach rekonesansowych i ustaleniu najbardziej prawdopodobnej lokalizacji mauzoleum, dnia 31 października 1989 roku ustawiono pomnik poświęcony przez ks. kmdr. Emila Dybka. Dnia 6 grudnia 1992 roku ukazało się Zarządzenie nr 6 Dowódcy Garnizonu Gdynia, w sprawie utworzenia Cmentarza Wojskowego Marynarki Wojennej na Oksywiu, a poświęcenie cmentarza przez Biskupa Polowego gen. dyw. Sławoja Leszka Głódzia odbyło się dnia 1 listopada 1994. Swego rodzaju klamrę spinającą przedwojenne dzieje nekropolii z jego najnowszą historią, stanowi umieszczenie nieopodal wejścia na cmentarz tablicy upamiętniającej przedwojenny rozkaz generała Kasprzyckiego.

## Położenie i wygląd cmentarza
Cmentarz znajduje się nieopodal skrzyżowania ulic Antoniego Muchowskiego i Władysława Miegonia w sąsiedztwie jednej z licznych jednostek wojskowych. Położony jest na stromym Klifie Oksywskim, i choć aktualnie nie zajmuje wiele miejsca, jest jednak systematycznie powiększany. Oprócz grobów ziemnych znajduje się tu także kolumbarium. Na terenie cmentarza znajduje się pomnik poświęcony generałowi Orlicz-Dreszerowi, żołnierzom Baterii „Canet” i ks. kmdr. ppor. Miegoniowi, pomnik poświęcony poległym lotnikom morskim, replika oksywskiej latarni morskiej oraz trzy tablice pamiątkowe, poświęcone twórcom Marynarki Wojennej: wadm. Kazimierzowi Porębskiemu, wadm. Jerzemu Świrskiemu, kpt. mar. Bogumiłowi Nowotnemu. W centralnej części cmentarza znajduje się Kwatera Pamięci składająca się z grobowca adm. Unruga i jego małżonki oraz kontradmirała Stanisława Mieszkowskiego, kontradmirała Jerzego Staniewicza i komandora Zbigniewa Przybyszewskiego. Obok znajduje się 18 nagrobków granitowych, ofiar stalinowskich zbrodni.
W obrębie cmentarza znajduje się również kaplica cmentarna oraz parking.

## Osoby pochowane na oksywskim cmentarzu
| - kmdr Michał Borowski - kontradm. Jerzy Buczma - kmdr dypl. Bogusław Gruchała - kmdr por. Borys Karnicki - kmdr dypl. Zbigniew Kiciński - kmdr Andrzej Kłopotowski - wiceadm. Piotr Kołodziejczyk - kontradm. Henryk Matuszczyk - kmdr Stanisław Mieszkowski - kmdr pil. Zdzisław Jerzy Ławecki | - kontradm. Romuald Nałęcz-Tymiński - gen. dyw. Gustaw Orlicz-Dreszer - kmdr Franciszek Pióro - kmdr por. Franciszek Pitułko - kmdr Eugeniusz Pławski - kmdr por. Zbigniew Przybyszewski - kmdr por. Adam Rychel - kmdr Jerzy Staniewicz - kmdr dypl. Marian Sucharzewski |